# Agonandra goldbergiana
Agonandra goldbergiana är en tvåhjärtbladig växtart som beskrevs av P Hiepko. Agonandra goldbergiana ingår i släktet Agonandra och familjen Opiliaceae. Inga underarter finns listade i Catalogue of Life.